# 赫夫赛尔花园

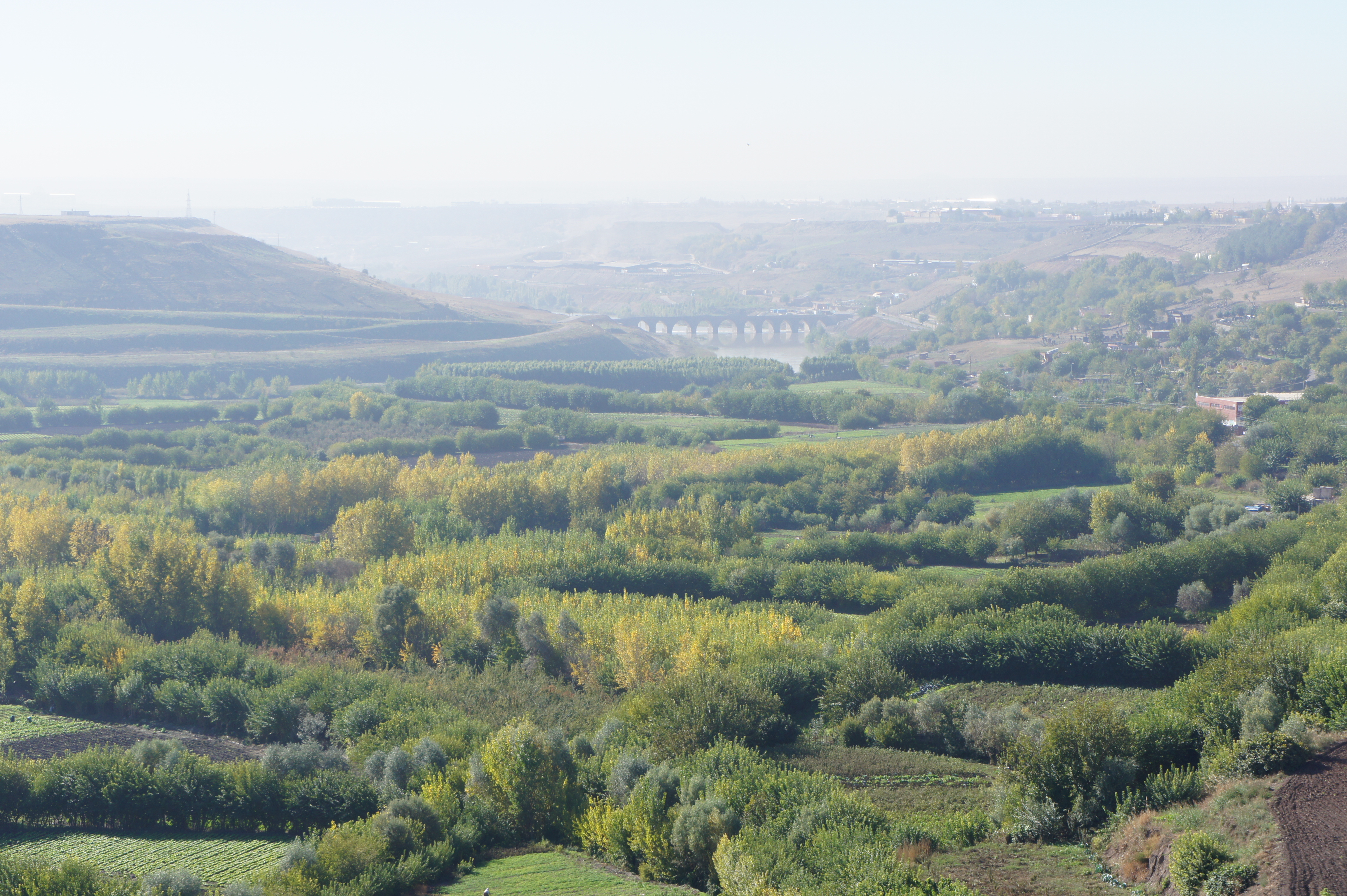
2010年的赫夫赛尔花园

赫夫赛尔花园（土耳其語：Hevsel Bahçeleri），是指土耳其东部底格里斯河附近的一块七百公顷花园，它位于迪亚巴克要塞和河流之间的肥沃土地上。这个设防城池由两部分的防御墙系统所构成，花园由下面陡峭的斜坡上泉水提供水源，并在城市供应和供水方面发挥了重要作用。2013年，赫夫赛尔花园被列入联合国教科文组织的暂定名单；2015年，它与迪亚巴克尔要塞城墙一同入列世界文化遗产。

## 历史
赫夫赛尔花园首次在公元前九世纪的阿拉米人编年史中被提及，而山上的迪亚巴克尔定居点则历史更为悠久。迪亚巴克（原名阿米德）建在一个可俯瞰底格里斯河的玄武岩悬崖上。公元前866年，这座城市被亚述人阿苏纳西尔帕二世率部围困，并在城破后摧毁花园，作为对反抗的惩罚。在希腊时期、罗马帝国、萨珊帝国、拜占庭帝国、伊斯兰黄金时代和奥斯曼帝国期间，这座防御性城池一直在该地区发挥着重要作用，并直至现代。
赫夫赛尔花园花园建于城市和河流之间，最初功能是为居民提供水和食物。许多泉水从玄武岩下涌出，花园因此被分为五个梯田，并集中于现底格里斯河洪泛区。这些梯田有几千年历史，河流在宽阔山谷中蜿蜒流淌，有时会经流出更深的水渠。花园最上层对城市的选址至关重要；它因重要的供应功能被视为像伊甸园一样的神圣花园。
到1655年，花园扩建至底格里斯河的两岸，据史料记载，两侧布满了芳香的果园、葡萄园、玫瑰园和罗勒园。十九世纪的旅行者报告称，他们在此看到了各种各样的蔬菜瓜果，并特别对甜瓜、葡萄和杏子及西瓜进行了评判，这些西瓜是在由辫子河形成的沙岛上种植培育。花园与城市融为一体，杨树与果树将不同的菜园隔开，城市的废水被引出用来提供肥力并驱动水轮。桑树种植还支持了城市的丝绸业发展；农民还将花园中的杨树、柳树制成木材，用木筏运往摩苏尔省。
如今，大约三分之一的花园用于种植杨树，其余的用于种植各种农产品，包括白菜、菠菜、生菜、萝卜、葱、香菜、水芹、茄子、南瓜、西红柿、辣椒、豆类、桃子、杏子、李子、樱桃、无花果、桑葚和坚果等。

## 保护
赫夫赛尔花园至今仍有耕种生产，但其完整性正在经受城堡底部建立的未经授权的企业和住宅的威胁。其他令人关切的问题包括有排水渠道堵塞、水质下降等。然而在底格里斯河谷上游地方取水的方法，减少了河水流量，也降低了洪泛区的定期淹没成都。当地政府已经建立了缓冲区，但花园生态依然脆弱。